# Перевод культурных особенностей
Перевод культурных особенностей представляет собой практику перевода, которая учитывает особенности культуры. Перевод культурных особенностей можно также определить как прием, цель которого — представить другую культуру через перевод. Этот вид перевода решает некоторые проблемы, связанные с культурой, такие как диалекты, еда или архитектура.
Основная проблема, которую должен решить перевод культурных особенностей, заключается в переводе текста, в котором отражены культурные особенности данного текста по отношению к культуре-оригиналу.

## Передача культурной специфики при переводе
Перевод культурных особенностей — это понятие, которое должно быть также изучено в рамках культурной антропологии, области антропологии, посвященной вопросам культуры человечества. Эта дисциплина рассматривает перевод сквозь призму культурных различий. И действительно, переводоведение основано не только на языковых проблемах, но и на культурных контекстах различных народов.
С позиции антропологии, переводчик должен принимать во внимание проблемы взаимодействия культур исходного и целевого языка, то есть он должен уважать как точку зрения культурного источника, так и целевую культуру. Вильгельм фон Гумбольдт высказал этот взгляд на перевод в письме, адресованном А. В. Шлегелю, от 23 июля 1796: «Всякий перевод представляется мне, безусловно, попыткой разрешить невыполнимую задачу. Ибо каждый переводчик неизбежно должен разбиться об один из двух подводных камней, слишком точно придерживаясь либо своего подлинника за счет вкуса и языка своего народа, либо своеобразия собственного народа за счет своего подлинника. Нечто среднее между тем и другим не только трудно достижимо, но и просто невозможно».

## Скептицизм по отношению к передаче культурной специфики при переводе
Некоторые антропологи возражают против передачи культурной специфики при переводе. По мнению этих исследователей, культура стремится к определённой согласованности, которая может быть найдена в мышлении и практической деятельности людей . В этом случае переводчик должен обладать гораздо более широкими знаниями, чем предоставляет текст.
Кроме того, передача культурной специфики при переводе не может быть равноценной, поскольку некоторые культуры и общества являются доминирующими по сравнению с другими, и таким образом данное влияние ограничивает передачу культурной специфики при переводе. И действительно, в передаче культурной специфики при переводе, целевой язык может доминировать над исходной культурой, с тем чтобы сделать текст культурно понятным для читателей. Суть культуры понять довольно сложно, поэтому передача культурной специфик при переводе, безусловно, ограничена, тем более что между культурами существуют границы, которые при этом необходимо различать. Этот предел передачи культурной специфики при переводе был также объяснен в теории Эдуарда Сепира, американского лингвиста и антрополога: «Миры, в которых живут различные общества, — это разные миры, а вовсе не один и тот же мир с различными навешанными на него ярлыками». «Каждое языковое сообщество имеет собственное восприятие мира, которое отличается от восприятия других языковых сообществ, и подразумевает существование разных миров, определяемых языком».
Некоторые лингвисты предполагают, что непереводимость исходит не только из языковых ограничений, но и из культурных барьеров в переводе. По словам некоторых лингвистов, таких как Ч. Л.  Ренн, различия во взглядах между народами условно накладывают ограничения на переводимость культур. Таким образом, теория универсальной переводимости не одобряется некоторыми исследователями, такими как Андре Мартине, который убежден, что человеческий опыт не может быть хорошо передан, потому что он уникален. Кэтфорд обосновал эту теорию в своей книге «Лингвистическая теория перевода»: «Культурная непереводимость возникает, когда ситуативный признак, функционально значимый для текста исходного языка, полностью отсутствует в культуре, частью которой является целевой язык». Например, названия некоторых учреждений, одежда, продукты питания и абстрактные понятия, среди прочего."
Антон Попович также предполагает, что существует разница между лингвистической и культурной непереводимостью, он отстаивает эту идею в «Словаре анализа художественного перевода»: «Ситуация, в которой языковые элементы оригинала не могут быть адекватно замещены в структурном, линейном, функциональном или семантическом отношении вследствие недостаточной предметной отнесенности (денотации) или сопутствующего (коннотативного) значения».
Доминирование некоторых культур, наглядно прослеживается в мировой истории, например, в то время, когда колониализм представлял собой главную идеологию во многих странах. Действительно, некоторые культуры были представлены как чистые и как основа мирового порядка. Таким образом, передача культурной специфики при переводе может отражать неравенство между культурами и народами. Кроме того, передача культурной специфики при переводе затрагивает и другие вопросы, такие, как конфликты между культурами и исторические изменения.

## Двусторонний процесс
Очевидно, что перевод может быть связан с обменами, миграцией и мобильностью — терминами, которые являются сутью глобализации. Таким образом, эта дисциплина представляет собой двусторонний процесс, то есть межнациональные (преодоление границ) и переводческие (обмен переводами) концепции. Этот двусторонний процесс устраняет разделение между исходным и целевым языком и позволяет преодолевать культурные различия.
Эти глобальные «преодоления различий» особенно важны в постколониальных условиях и могут быть истолкованы как «перформативные преодоления культурных различий в процессе де — и реконтекстуализации».

## Культура и цивилизация
Перевод культурных особенностей, очевидно, подразумевает понятие культуры, которому необходимо дать определение, с тем чтобы правильно понять термин перевод культурных особенностей. Культура имеет два разных значения: первое определяет культуру как цивилизованное общество в развитой стране, между тем как второе рассматривает культуру как совокупность поведения и образа жизни народа. Как указывалось ранее, культура приобретает важную роль и значение в переводе. По мнению Катана, культура является общей моделью мира, иерархической моделью верований, ценностей и стратегий, которые могут направлять действия и взаимоотношения людей. Культура может быть приобретена различными путями, например, через образование.
Термин цивилизация определяется как развитое человеческое общество, которое сумело создать свою культуру благодаря людям. Согласно этой концепции, переводчик может переводить текст, решая вопрос развития культуры. В этом случае, Ньюмарк убеждён, что перевод имеет культурную ценность, то есть перевод способствует развитию культур во всем мире. В то время как цивилизация ведет к созданию очевидных способов общения, таких как алфавит, словари и колоссальное развитие языков и литератур, этот процесс поднимает новые вопросы в сфере перевода культурных особенностей.
Культура имеет огромное влияние на общество и политику страны, с точки зрения идеологии. По мнению некоторых исследователей перевода, таких как Эвен-Зохар, Сьюзен Басснетт и Триведи, культура также связана с жаждой власти и с тем, как люди претендуют на эту власть. В этом смысле перевод имеет дело с адаптацией идеологических систем для читателей. Таким образом, передача культурной специфики при переводе связана с этикой и объясняет новый образ мышления. Такой перевод должен показывать контекст и личный образ мышления через переведенные тексты.